# Classe Albion (LPD)
La classe Albion è una classe di navi da sbarco della Royal Navy, di tipo Landing platform dock e costituita da due unità.
Il ponte di volo da 64 metri, permette l'operatività di tre EH101 Merlin o due Sea King HC4, due in operazione di volo ed un terzo col rotore ripiegato; non è presente un hangar, ma le navi sono dotate di tutte le attrezzature necessarie alla gestione delle macchine imbarcate. All'occorrenza, anche due CH-47 Chinook possono operare contemporaneamente dal ponte di volo, perpendicolarmente alla fiancata.
Le navi sono progettate per appoggiare un veloce sbarco del gran numero di soldati e mezzi imbarcabili, e quella delle due che è in servizio tiene permanentemente imbarcati nel bacino di sbarco allagabile i mezzi da sbarco di un Assault Squadron dei Royal Marines. Al bacino allagabile si accede tramite l'apertura della poppa della nave e l'allagamento del compartimento, cui fa seguito il lancio dei mezzi di tipo landing craft assault.

## Storia operativa
Le due navi della classe, HMS Albion e HMS Bulwark, si alternano in un ritmo che prevede una delle due in servizio attivo e l'altra in quella che viene chiamata "elevata prontezza operativa", in grado cioè di essere messa in servizio entro poche settimane dall'ordine. La HMS Bulwark nell'ottobre 2011 è divenuta l'ammiraglia della Royal Navy sostituendo la HMS Albion dopo essere stata sottoposta ad un ciclo di grandi lavori che la terranno in operatività fino ad essere sostituita dalla sua gemella come programmato nel 2014.